# Úrsula de Colonia

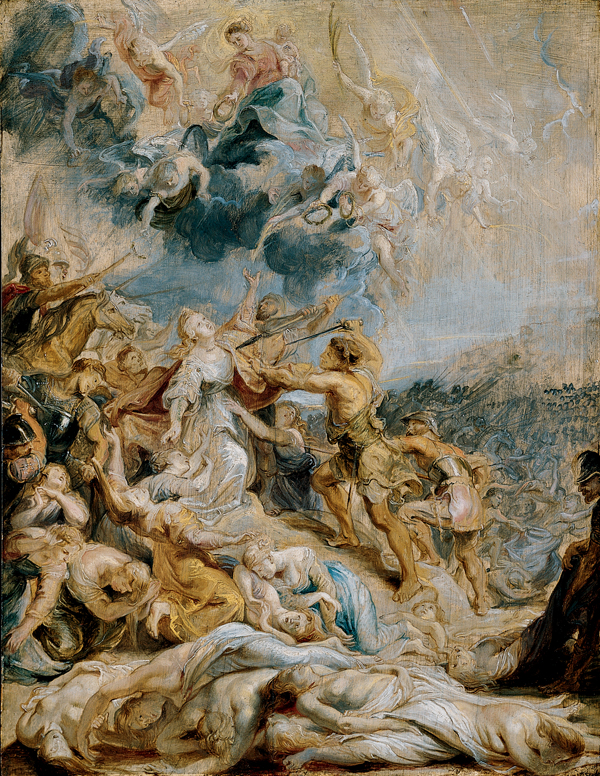
El martirio de Santa Úrsula y las once mil Vírgenes por Rubens, Museo de Arte Kimbell.

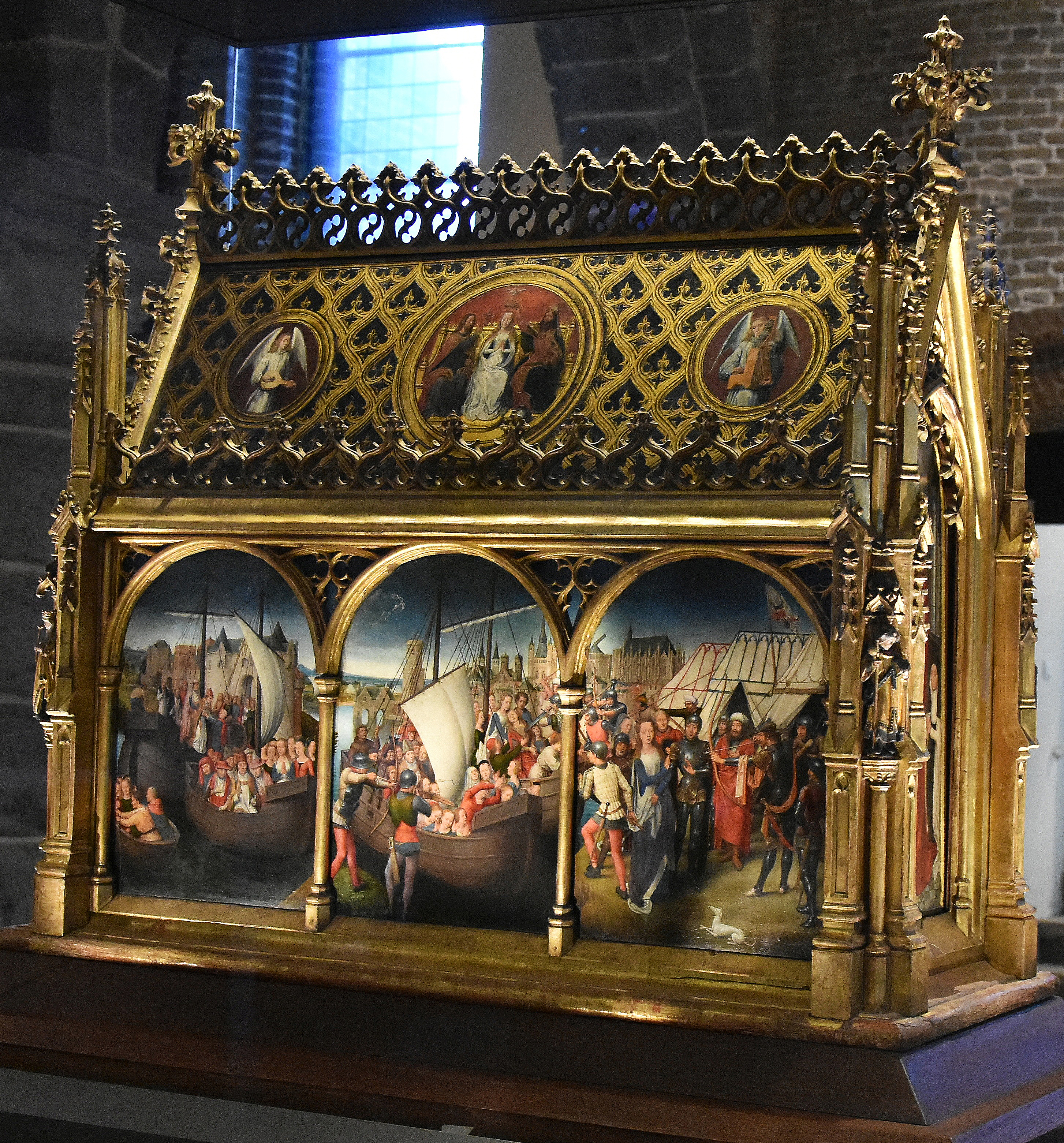
Arqueta-relicario con los restos de Santa Úrsula, decorada por Hans Memling, hoy en el Memlingmuseum, localizado en el Sint-Janshospitaal, en Brujas, Bélgica.

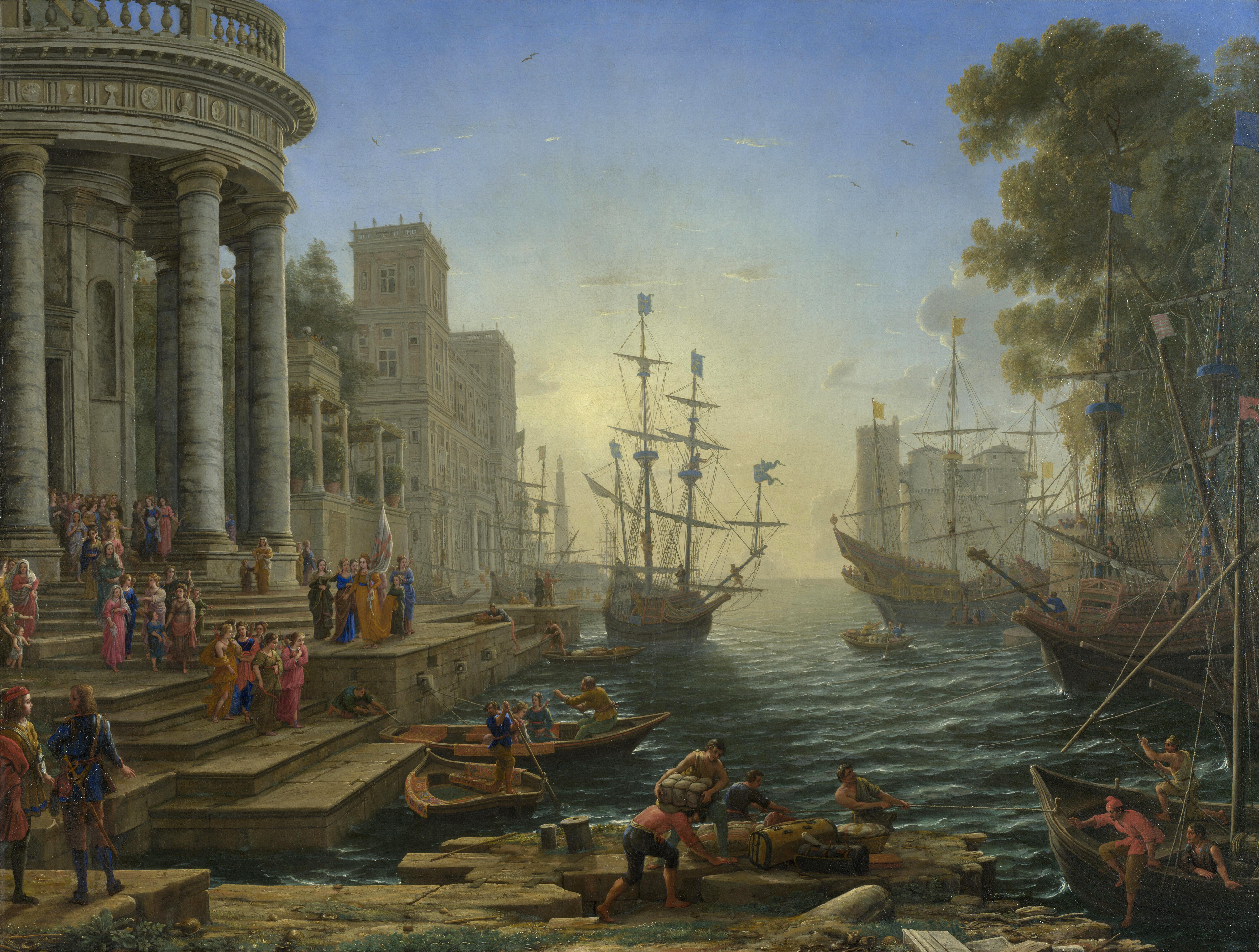
Puerto con el embarque de Santa Úrsula (1641), de Claudio de Lorena, The National Gallery, Londres.

Úrsula de Colonia (en latín, "pequeña osa", en alemán: Heilige Ursula, en italiano: Orsola) fue una legendaria doncella cristiana romano-britona, aunque en otras fuentes una princesa hija del rey Dionotus, martirizada en el siglo IV junto a un grupo de jóvenes doncellas en Colonia, que protagoniza una leyenda medieval que gira en torno a Atila el huno. Permanecen en el Martirologio Romano y su fiesta es el 21 de octubre.

## Leyenda
Según una leyenda muy extendida en la Edad Media, una joven llamada Úrsula («osita» en latín) se convirtió al cristianismo prometiendo guardar su virginidad. Como fue pretendida por un príncipe celta galés de nombre Ereo (el mismísimo Conan Meriadec, a quien se atribuye la fundación de Bretaña) decidió realizar una peregrinación a Roma y así lograr la consagración de sus votos.
En Roma, fue recibida por el papa Siricio que la bendijo y consagró sus votos de virginidad perpetua para dedicarse a la predicación del evangelio de Cristo.
Al regresar a Alemania, fue sorprendida en Colonia por el ataque de los hunos en 451. Atila, rey de este pueblo, se enamoró de ella pero la joven se resistió y, junto a otras doncellas que se negaron a entregarse a los apetitos sexuales de los bárbaros, fue martirizada.
En el lugar del martirio, Clematius, un ciudadano de rango senatorial que vivía en Colonia, erigió una basílica dedicada a las «once mil vírgenes», entre ellas Úrsula. En la inscripción de dedicación de este edificio se nombra a las otras doncellas (Aurelia, Brítula, Cordola, Cunegonda, Cunera, Pinnosa, Saturnina, Paladia y Odilia), de las cuales la última es llamada undecimilla («pequeña undécima», en latín). En España, existe otra antigua inscripción con los nombres de las once vírgenes martizadas, y se halla en el Monasterio de Cañas, una abadía de monjas en la comunidad autónoma de La Rioja, citando allí a Úrsula, Marta, Saula, Brítula, Gregoria, Saturnina, Sencía, Pinnosa, Rabacia, Saturia y Paladia.
La idea errónea de que las compañeras de martirio de Úrsula fuesen once mil surge en un documento datado en el año 922 que se conserva en un monasterio cerca de Colonia, donde se hace referencia a la historia de Santa Úrsula y sus compañeras. En el citado documento entre otras cosas se decía: «Dei et Sanctas Mariae ac ipsarum XI m virginum», donde «XI m virginum» debía leerse como «undecim martyres virginum» (once mártires vírgenes) y en su lugar leyeron «undecim millia virginum» (once mil vírgenes).
Durante siglos esta confusión se extendió sin que nadie la pusiera en duda, dando lugar así a la leyenda de las «once mil vírgenes».
Desde muy temprano en la Edad Media surgió un importante culto popular alrededor de la figura de «Santa Úrsula»; aunque, como todos los santos mártires de aquellas épocas, nunca tuvo un proceso de canonización oficial.
Hildegarda de Bingen compuso muchos cantos en su honor.
Finalmente la imagen de Úrsula fue asimilada con la de la diosa germana Freyja (también llamada Horsel o Ursel), que protegía a las doncellas vírgenes y las recibía en el ultramundo si fallecían sin haberse casado.
Entre 1490 y 1496, el pintor Vittore Carpaccio (1460-1526) realizó un ciclo completo de frescos sobre la leyenda de esta mártir y virgen, que se encuentra actualmente en Venecia.
La festividad de Santa Úrsula se celebra el 21 de octubre y, al menos durante la Edad Media, fue la santa patrona de las universidades.

## Patronazgos

### España
Santa Úrsula es la patrona de los municipios de Adeje y Santa Úrsula, ambos en la isla de Tenerife. Así como de los municipios valencianos de Almiserat y Sinarcas.
Santa Úrsula es la copatrona del municipio de Valls, en la provincia de Tarragona.

### Perú
Santa Úrsula es patrona del distrito de Viraco, provincia de Castilla, departamento de Arequipa; siendo conocida como "La santa del sombrero". En su honor, se llevan a cabo una serie de actividades que se realizan entre el día 20 y el 24, como corrida de toros, pelea de gallos, ferias agropecuarias, misa de entrada (20 de octubre), misa de fiesta (21 de octubre), misa de despedida (22 de octubre), procesión por las principales calles del pueblo, bailes comunales con las bandas musicales locales, partidos de fútbol y vóley, juegos pirotécnicos, entrada de ccapo, entre otras actividades más; siendo el día principal el 21 de octubre.